# John Allen Nelson
Pour les articles homonymes, voir John Nelson et Nelson.
 (juin 2018).
John Allen Nelson est un acteur américain né le 28 août 1959 à San Antonio, Texas.

Il est célèbre pour avoir incarné le personnage de Warren Lockridge dans le soap Santa Barbara ainsi que Matt Cutter dans la série Sheena, Reine de la Jungle.

## Filmographie

### Cinéma
- 1987 : Un garçon d'enfer (Hunk) de Lawrence Bassoff : Hunk Golden
- 1988 : Saigon Commandos de Clark Henderson : Timothy Bryant
- 1988 : Les Clowns tueurs venus d'ailleurs (Killer Klowns from Outer Space) de Stephen Chiodo : Dave Hansen
- 1988 : Le Guerrier de l'enfer 3 (Deathstalker and the Warriors from Hell) d'Alfonso Corona : Deathstalker
- 1993 : Taking Liberty de Stuart Gillard : rôle non crédité
- 1994 : L'Ange du désir (Criminal Passion) de Donna Deitch : Connor Ashcroft
- 1996 : Follow Me Home de Peter Bratt : Perry
- 1998 : Shelter de Scott Paulin : Martin Roberts
- 1998 : Marry Me or Die de Bob Hoge : rôle non crédité

### Téléfilms
- 1989 : Perry Mason : Meurtre en circuit fermé (Perry Mason: The Case of the Lethal Lesson) de Christian I. Nyby II : Frank Wellman Jr.
- 1990 : Rich Men, Single Women de Elliot Silverstein : Travis
- 2003 : Alerte à Malibu : Mariage à Hawaii (Baywatch: Hawaiian Wedding) de Douglas Schwartz : Cort
- 2009 : Inside the Box de Mark Tinker : Agent spécial Thompkins
- 2011 : Partners d'Yves Simoneau : Donald Weeks

### Séries télévisées
- 1983-1984 : The Edge of Night : Jack Boyd
- 1984 : Amoureusement vôtre (Loving) : Duke Rochelle
- 1984-1986 : Santa Barbara : Warren Lockridge (V.F. : Luc Florian).
- 1987 : Les deux font la paire (Scarecrow and Mrs. King) : Brian Dubinski
- 1987 : Rick Hunter (Hunter) : Docteur Tim Donaldson
- 1987 : Buck James : Buddy Cronin
- 1988 : Heartbeat : Bobby
- 1989 : Code Quantum (Quantum Leap) : Capitaine Bill Birdell
- 1989 : Matlock : Terry Maslin
- 1989 : Booker : Ronald Arrizola
- 1990-1995 : Alerte à Malibu (Baywatch) : John D. Cort
- 1991 : Arabesque (Murder She Wrote) : Tod Sterling
- 1993 : Matlock : Bill Parker
- 1994 : Friends : Paul
- 1994-1995 : La Loi de la Nouvelle Orléans (Sweet Justice) : Logan Wright
- 1997 : Pensacola (Pensacola: Wings of Gold) : Capitaine Tom Redding
- 1998 : Sept jours pour agir (Seven Days) : Mike Clary
- 1998 : Demain à la une (Early Edition) : Ricky Brown
- 1999 : V.I.P. : Agent Lambert
- 2000-2002 : Sheena, Reine de la Jungle (Sheena) : Matt Cutter
- 2005-2006 : 24 heures chrono : Walt Cummings
- 2005 : Les Experts : Miami (CSI: Miami) : Mike Rydell
- 2006 : Vanished : Sénateur Jeffrey Collins
- 2007 : Close to Home : Juste Cause : William Sheffield
- 2007 : Saving Grace : Buck Crussing
- 2008 : Burn Notice : Lesher
- 2008 : FBI : Portés disparus (Without a Trace) : Mark Duncan
- 2008 : Le Retour de K 2000 (Knight Rider) : Childress
- 2008 : Grey's Anatomy : Arthur Soltanoff
- 2008-2009 : Privileged : Arthur Smith
- 2009 : Esprits criminels (Criminal Minds) : Dan Murphy
- 2009 : Drop Dead Diva : Procureur Callahan
- 2010 : Les Experts : Miami (CSI: Miami) : Todd Peterson
- 2013 : Les Experts (CSI) : Roger Gentry
- 2013 : Castle : Walter Dennis
- 2014 : NCIS : Enquêtes spéciales (NCIS) : Vice Amiral Lloyd Manditsky
- 2014 : Crisis : Président Devore
- 2014-2015 : Red Band Society : Jon Chota
- 2016 : Rizzoli and Isles : Robby Davenport
- 2016-2017 : Crazy Ex-Girlfriend : Silas Bunch
- 2023 : Virgin River : Everett Reid, dit Champ